# 日布尔讷
日布尔讷（法語：Gibourne，法語發音：[ʒibuʁn]）是法国滨海夏朗德省的一个市镇，位于该省东部，属于圣让当热利区。

## 地理
日布尔讷（45°56'0"N, 0°18'40"W）面积11 平方千米，位于法国新阿基坦大区滨海夏朗德省，该省份为法国西部滨海省份，北起旺代省，西临大西洋，南至吉倫特省，东南接多爾多涅省，东北接德塞夫勒省接壤，东临夏朗德省。
与日布尔讷接壤的市镇（或旧市镇、城区）包括：巴尼佐、拉布鲁斯、谢博尼耶尔、勒日克、尼河畔卢瓦雷、圣马丹德瑞耶、莱图什德佩里尼。

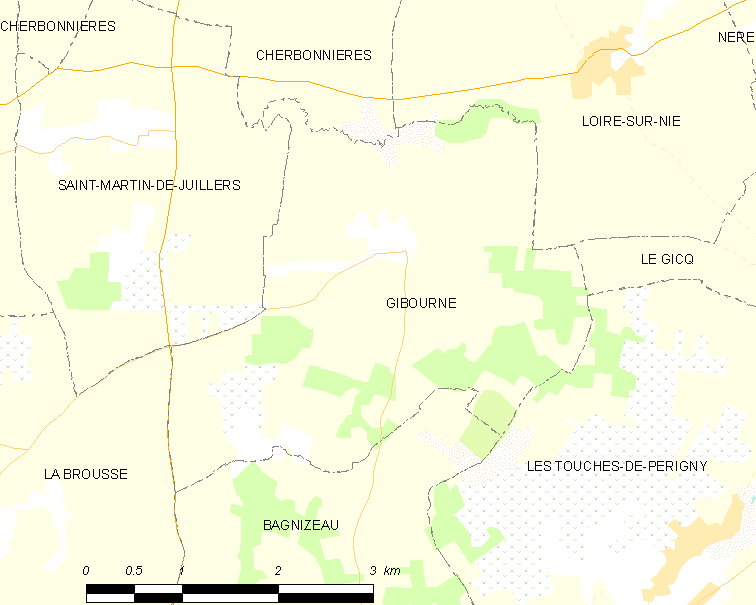
日布尔讷的OSM定位图

日布尔讷的时区为UTC+01:00、UTC+02:00（夏令时）。

## 行政
日布尔讷的邮政编码为17160，INSEE市镇编码为17176。

## 政治
日布尔讷所属的省级选区为马塔县。

## 人口

1962-2008年间日布尔讷人口变化图示

日布尔讷于2022年1月1日时的人口数量为103人。